# 中澳自由贸易协定
《中华人民共和国政府和澳大利亚政府自由贸易协定》，简称中澳自由贸易协定，是中华人民共和国和澳大利亚签署的自由贸易协定。2014年11月17日，中华人民共和国主席习近平和澳大利亚总理托尼·阿博特共同宣布“实质性结束中澳自贸协定谈判”。2015年6月17日，中华人民共和国和澳大利亚在澳大利亚首都堪培拉的国家美术馆正式签署《中澳自贸区协定》，未来五年，澳大利亚给予中华人民共和国的部分货物进口零关税，两国给予对方最惠国待遇。澳大利亚乳制品、牛肉、海鲜、羊毛等制品和煤、铜、镍等矿产将以低价格大举销售到中华人民共和国，同时，中华人民共和国的机电产品、工业制成品等也以零关税销售到澳大利亚。12月9日，中国驻澳大利亚大使马朝旭与澳大利亚候任驻华大使亚当斯分别代表两国政府在悉尼就《中澳自贸协定》生效互换两国外交照会，双方共同确认《中澳自贸协定》将于2015年12月20日正式生效，并实行第一次降税，2016年1月1日实行第二次降税。

## 背景
2005年4月份启动《中澳自贸协定》谈判，到2014年11月17日，已经过22轮谈判，中华人民共和国主席习近平和澳大利亚总理托尼·阿博特共同宣布“实质性结束中澳自贸协定谈判”。
中华人民共和国企业家可以到澳大利亚投资医院和养老机构、旅游业等行业，同时，轻纺行业、农业、部分机电行业等将以零关税销售到澳大利亚，煤、铜、镍等矿产进口原材料成本将大幅度降低，不过，两国之间的电子产品和汽车行业竞争则会加剧。

## 内涵
| 产品         | 当前关税 | 自贸区关税   | 备注（生效时间） |
| ------------ | -------- | ------------ | ---------------- |
| 乳制品       | 20%      | 零关税       | 4到11年          |
| 婴儿配方奶粉 | 15%      | 零关税       | 4年              |
| 牛肉         | 12%-25%  | 零关税       | 9年              |
| 羊肉         | 12%-23%  | 零关税       | 8年              |
| 大麦         | 3%       | 零关税       | 立即             |
| 高粱         | 2%       | 零关税       | 立即             |
| 活牛         | 5%       | 零关税       | 4年              |
| 皮、皮革     | 5%-14%   | 零关税       | 5到8年           |
| 园艺产业     | 最高30%  | 零关税       | 4年              |
| 海产品       | 0-16%    | 大部分零关税 | 4年              |
| 酒水         | 10%-65%  | 零关税       | 4年              |
| 矿产         | 不明     | 零关税       |                  |